# Mandobo Atas jezik
Mandobo Atas jezik (nub, dumut, "kaeti", kwem, mandobbo, kambon, wambon; ISO 639-3: aax), jedan od pet dumut jezika, transnovogvinejska porodica, kojim govori oko 1 000 ljudi (2002 SIL) na indonezijskoj strani Nove Gvineje uz istočnu obalu rijeke Digul.
Pleme Atas Mandobo koje govori ovim jezikom živi između Tanahmeraha i Mindiptanaha. Nastao je podjelom jezika mandobo na jezike mandobo atas [aax] i mandobo bawah [bwp]

## Vanjske poveznice
- Ethnologue (14th)
- Ethnologue (15th)